# Carl Norrby
Carl Julius Norrby, född 8 juli 1831 i Visby, död 15 december 1918 i Uppsala, var en svensk präst och universitetslärare. Han var farbror till Johannes och Ida Norrby.
Han studerade vid Uppsala universitet 1850, där han avlade dimissionsexamen 1852, prästvigdes i Visby 1855, varefter han tjänstgjorde på Gotland. Han blev lektor i kristendomskunskap vid Högre lärarinneseminariet 1864,  kyrkoherde i När på Gotland 1872 och assistent inom teologiska fakulteten i Uppsala 1879 samt var extra ordinarie professor i praktisk teologi 1882–1896. 
Norrby var ledamot av kyrkohandbokskommittén 1890–1893 och av kyrkomötet 1893. Vid jubelfesten samma år utnämndes han till teologie doktor. Norrby skrev bland annat Vittnesbörd ur den heliga skrift (2 häften, 1876–1877), Om det onda (1881), Grunddragen till läran om själavården (I, 1882), De nya högmässotexterna för homiletiskt bruk bearbetade: Andra årgången (2 delar, 1896) och en mängd tidskriftsuppsatser och tal med mera.
Norrby grundade stiftelsen Norrbyska studenthemmet 1880, och huset är idag Sveriges äldsta ännu använda studenthem. Han är begravd på Uppsala gamla kyrkogård.